# حروب الكومانشي
حروب الكومانشي هي سلسلة من النزاعات المسلحة بين شعوب الكومانشي وجيوش الإسبان والمكسيكيين والأمريكيين والمدنيين في الولايات المتحدة والمكسيك، وامتدت منذ عام 1706 حتى منتصف سبعينيات القرن التاسع عشر على الأقل. كان الكومانشي من السكان الأمريكيين الأصليين، يعيشون في منطقة كبيرة تُعرف باسم كومانتشيريا، والتي امتدت عبر مساحة واسعة من السهول الكبرى الجنوبية من كولورادو وكانساس في الشمال عبر أوكلاهوما وتكساس وشرق نيومكسيكو وإلى ولاية شيواوا المكسيكية في الجنوب. لأكثر من 150 عامًا، كانت قبيلة كومانشي القبيلة الأصلية المهيمنة في المنطقة، وعُرفوا باسم «سادة السهول الجنوبية»، على الرغم من أنهم شاركوا أيضًا أجزاء من كومانتشيريا مع شعوب ويتشيتا وكيوا وأباتشي كيوا، وبعد عام 1840 شاركوا الأرض مع قبيلتي شايان وأراباهو الجنوبيتين.
شعر المستعمرون الأوروبيون والأمريكيون بقيمة الوطن التقليدي للكومانشي، وسعوا لفصل الحدود الأمريكية وسرعان ما أدخلهم ذلك في صراع. بدأت حروب الكومانشي في عام 1706 بغارات شنها محاربو الكومانشي على المستعمرات الإسبانية في إسبانيا الجديدة واستمرت حتى استسلمت آخر فرق الكومانشي لجيش الولايات المتحدة في عام 1875، على الرغم من أن بعض الكومانشي استمروا بالقتال في صراعات لاحقة مثل حرب صائدي البوفالو في عامي 1876 و1877. كان الكومانشي مقاتلين شرسين وقاوموا التأثير الأوروبي الأمريكي والتعدي على أراضيهم.
بلغت قوة الكومانشي ذروتها في أربعينيات القرن التاسع عشر، حين شنوا غارات واسعة النطاق على بعد مئات الأميال داخل المكسيك، بينما كانوا يحاربون أيضًا ضد الأنجلو أمريكيين والتيجانوس الذين استقروا في ولاية تكساس المستقلة. ولكن قوتهم تراجعت، إثر أوبئة الكوليرا والجدري التي تسببت بإصابات جسيمة على السكان، وقد أجبرهم الضغط المستمر من التزايد السكاني في الولايات المتحدة على التخلي عن معظم أراضيهم القبلية.

## الأشخاص المؤثرون

### أيرون جاكيت
كان أيرون جاكيت زعيم الكومانشي ورجل طب. جاء اسمه أيرون جاكيت «السترة الحديدية» من عادة ارتداءه لدرع في المعركة. شارك أيرون جاكيت في حملة تلال أنتيلوب عام 1858، حيث قُتل في نهاية المطاف في معركة ليتل روب كريك. وكان والد بيتا نوكونا، الذي أصبح فيما بعد الزعيم.

### سينثيا آن باركر
هاجم مقاتلوا الكومانشي فورت باركر التكساسي واختطفوا سينثيا آن باركر البالغة من العمر تسع سنوات من بين العديد من الأطفال الآخرين. وسرعان ما اندمجت سينثيا آن باركر في قبيلة الكومانشي وتزوجت لاحقًا من زعيمهم بيتا نوكونا. وأنجبت سينثيا آن باركر ابنًا اسمه كوانا باركر، والذي أصبح فيما بعد زعيمًا وساعد طرفًا في حرب عام 1874.

### بيتا نوكونا
كان بيتا نوكونا والد كوانا باركر، زعيم الكومانشي الأخير، وكذلك الزعيم الذي لعب دورًا حاسمًا في الحروب الهندية. قاد بيتا نوكونا هجومًا شاملًا على فورت باركر، وفيه اختُطفت سينثيا آن باركر وأصبحت زوجته في النهاية. ما يزال مكان وتاريخ وفاة بيتا نوكونا غير محسوم.

### كوانا باركر
كان كوانا باركر آخر زعيم للكومانشي وجزءًا من جماعة كواهادي التابعة للكومانشي، الذين حظوا باحترام كبير من قبل القبائل الأخرى. لم يكن كوانا زعيمًا رسميًا، فقد عينته حكومة الولايات المتحدة في هذا المنصب. وقبل أن يصبح زعيمًا للكومانشي، شهد كوانا باركر مفاوضات السلام عام 1867 لكنه رفض التوقيع على الاتفاقيات.

### بوفالو هامب
كان بوفالو هامب زعيم حرب من الكومانشي، وقاد الغارة الكبرى عام 1840، بعد أن قتل مسؤولو تكساس مندوبي الكومانشي خلال الأحداث التي تكشفت خلال قتال مجلس النواب.